# Chrysolopus
Chrysolopus là một chi bọ cánh cứng trong họ Curculionidae.

## Các loài
- Chrysolopus bicristatus Dejean, 1821
- Chrysolopus echidna Dejean, 1821
- Chrysolopus echidna MacLeay, 1827
- Chrysolopus forströmi Billberg, 1820
- Chrysolopus gibbosus Billberg, 1820
- Chrysolopus prodigus Germar, 1817
- Chrysolopus quadrigens MacLeay, 1827
- Chrysolopus rohrii Billberg, 1820
- Chrysolopus schoenherri Billberg, 1820
- Chrysolopus spectabilis Germar, 1817
- Chrysolopus spengleri Billberg, 1820
- Chrysolopus tamarisci Billberg, 1820
- Chrysolopus tuberculatus Dejean, 1821

## Hình ảnh

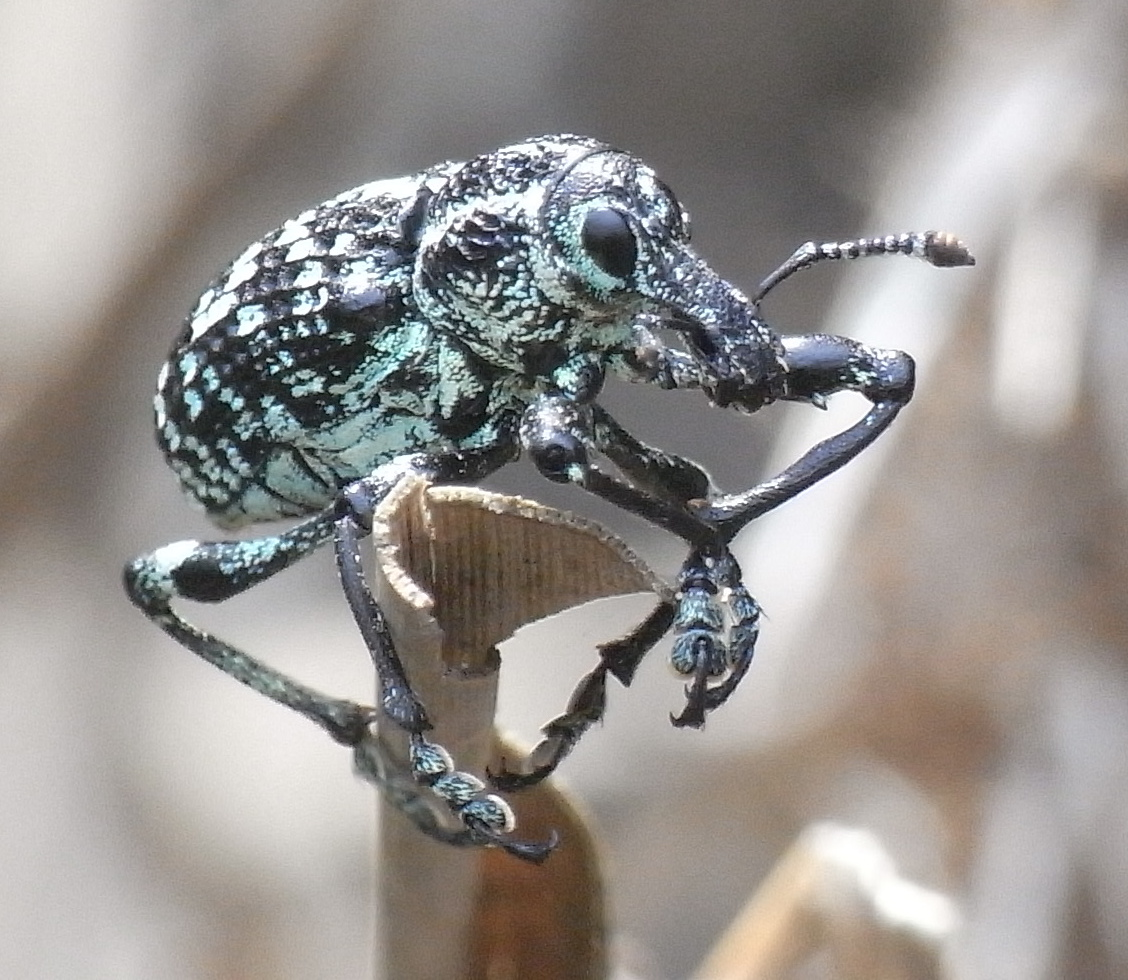
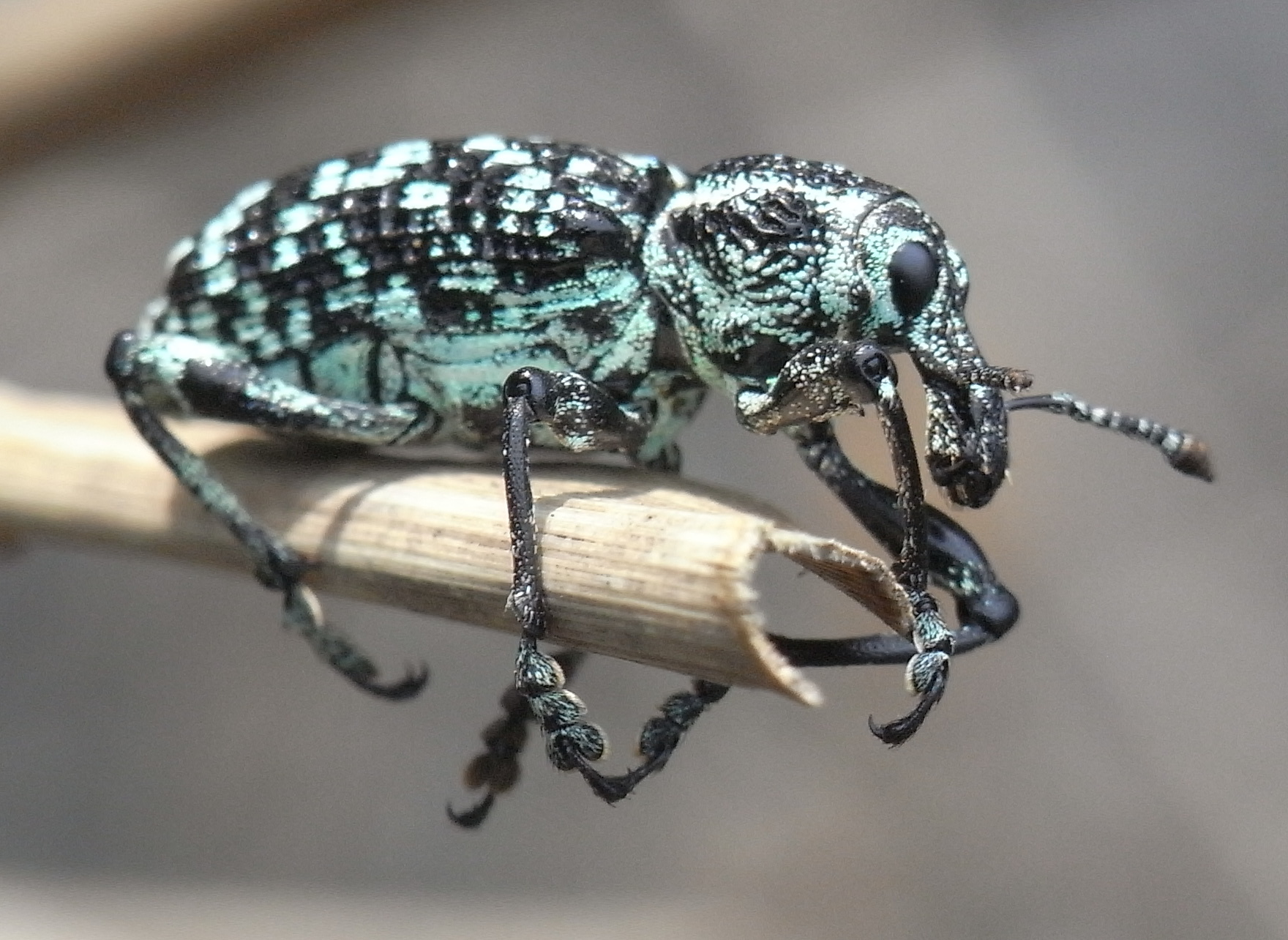